# .bf
A .bf Burkina Faso internetes legfelső szintű tartomány kódja 1993 óta.